# Viaggio apostolico di Francesco a Cuba e negli Stati Uniti d'America 2015
Per il suo X viaggio apostolico, Papa Francesco si è recato a Cuba e negli Stati Uniti d'America. Ha inoltre visitato la sede delle Nazioni Unite a New York. A Filadelfia ha presenziato all'Incontro Mondiale delle Famiglie, che ha visto la partecipazione di oltre un milione di persone.
Si tratta della terza visita di un pontefice a Cuba, dopo quelle di Giovanni Paolo II nel 1998 e di Benedetto XVI nel 2012..
Si tratta della nona visita di un pontefice negli Stati Uniti d'America, dopo quelle di Paolo VI nel 1965, di Giovanni Paolo II nel 1979, nel 1984, nel 1987, nel 1993, nel 1995, nel 1999 e quella di Benedetto XVI nel 2008.